# 上韋拉帕斯省
上韋拉帕斯省（Alta Verapaz）是瓜地馬拉的一個省，位於該國北部。
面積8,686平方公里，2018年人口1,215,038。首府科萬。
下分16市。